# Amphiura microplax
Amphiura microplax är en ormstjärneart som beskrevs av Ole Theodor Jensen Mortensen 1936. Amphiura microplax ingår i släktet Amphiura och familjen trådormstjärnor. Utöver nominatformen finns också underarten A. m. disjuncta.